# 영국 연방 항공 훈련 계획

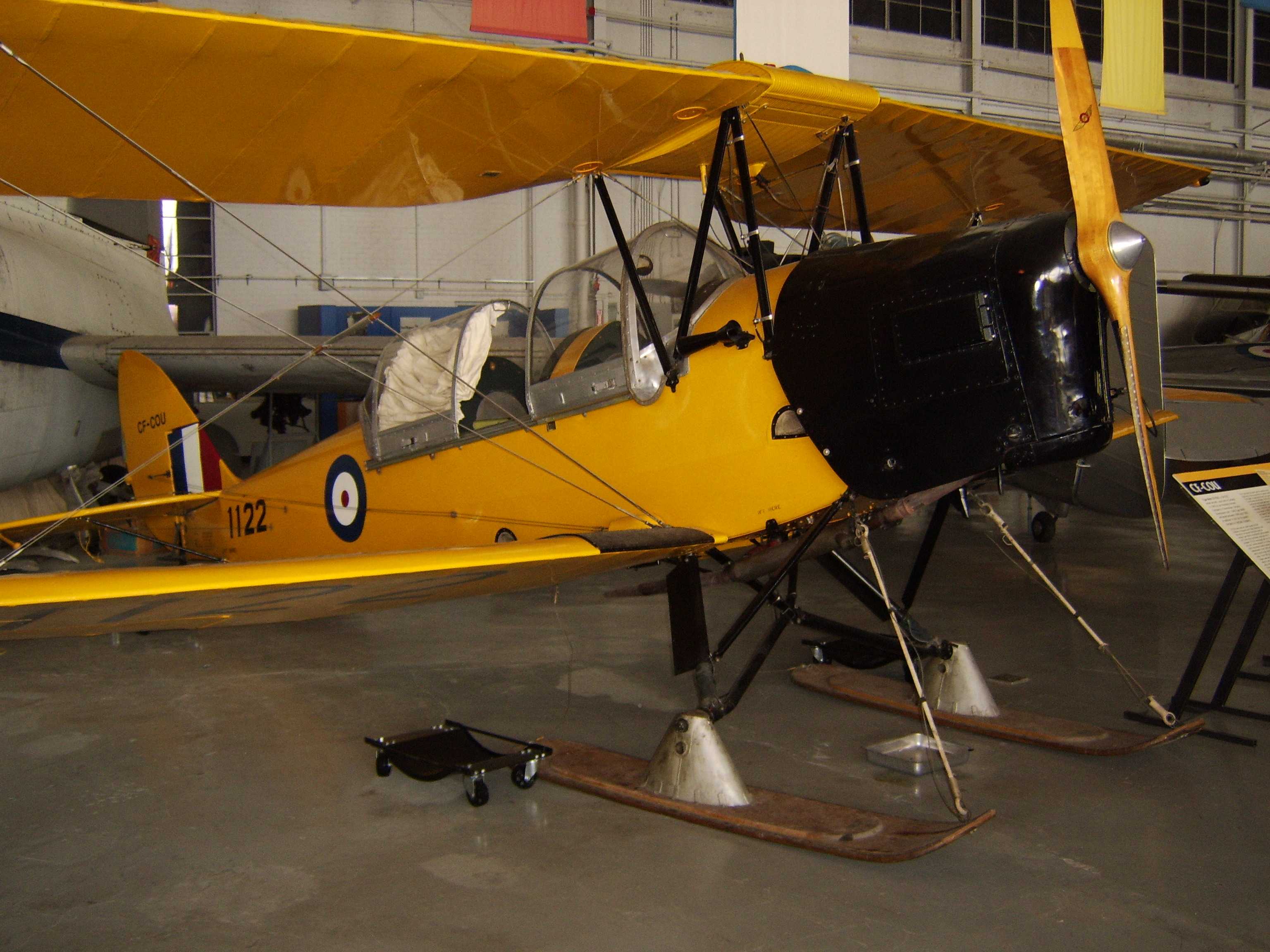
드 해빌랜드 DH.82C 타이거 모스 (캐나다 서부 항공 박물관에 전시된 영국 연방 항공 훈련 계획의 "훈련기 노란색" 도색; 스키와 캐나다에서 제작된 타이거 모스에 흔한 밀폐된 조종석에 주목)

영국 연방 항공 훈련 계획(영어: British Commonwealth Air Training Plan, BCATP)은 종종 단순히 "계획"(The Plan)으로 불리며, 제2차 세계 대전 중 영국, 캐나다, 오스트레일리아, 뉴질랜드가 수립한 대규모 다국적 군사 항공 승무원 훈련 프로그램이었다. BCATP는 역사상 단일 최대 항공 훈련 프로그램 중 하나로 남아있으며, 전쟁 중 영국 왕립 공군(RAF), 영국 왕립 해군 함대 항공대(FAA), 오스트레일리아 왕립 공군(RAAF), 왕립 캐나다 공군(RCAF), 뉴질랜드 왕립 공군(RNZAF)에서 복무한 조종사, 항법사, 폭격수, 항공 기관총 사수, 무선 통신병 및 항공기관사의 거의 절반을 훈련시키는 역할을 했다.
로디지아, 아르헨티나, 벨기에, 실론, 체코슬로바키아, 덴마크, 핀란드, 피지, 자유 프랑스, 그리스, 네덜란드, 뉴펀들랜드 자치령, 노르웨이, 폴란드, 미국을 포함한 다른 여러 국가의 훈련생들이 이 계획에 따라 학교에 다녔다.
캐나다는 BCATP 훈련 작전의 주요 장소로 선정되었다.

## 다른 영국 항공 승무원 훈련 프로그램과의 관계
BCATP는 RAF와 FAA를 위해 그리고 RAF와 FAA에 의해 수행된 많은 전시 훈련 프로그램 중 하나였다. 이러한 훈련은 대영 제국과 영연방 전역에서 이루어졌으며 심지어 미국까지 확장되었다.
일부 문헌에서는 영국 연방 항공 훈련 계획이라는 이름이 전 세계적인 훈련 노력을 나타내는 데 잘못 사용되었다. 영국 항공 승무원 훈련 노력 전체는 올바르게 제국 항공 훈련 계획(EATS) 또는 합동 항공 승무원 훈련 프로그램(JATP)으로 불린다. "영국 연방 항공 훈련 계획"을 캐나다 프로그램으로, "제국 항공 훈련 계획"을 전 세계적인 영국 항공 승무원 훈련 프로그램 전체를 나타내는 용어로 사용하는 것은 전시 런던 타임스에서 이 용어들이 사용된 방식과 일치한다. 캐나다 총리 킹은 1939년 12월 17일 연설에서 BCATP를 설명하기 위해 "영국 연방 항공 훈련 계획"이라는 표현을 만들어냈다. 같은 연설에서 그는 "합동 훈련", "합동 항공 훈련 계획", 미국 항공 훈련 계획, 그리고 전전 영국-캐나다 항공 훈련 프로그램을 언급한다.

## 계획의 기원과 첫 단계
네 정부 간의 합동 항공 승무원 훈련에 대한 협상은 전쟁 초 몇 달 동안 오타와에서 이루어졌다. W.L.M. 킹 정부는 BCATP 참여를 캐나다인들을 국내에 머물게 하는 수단으로 보았지만, 더 중요한 것은 대규모 원정군에 대한 요구를 완화하고 정치적으로 분열을 초래하는 해외 징병 문제를 해결하는 것이었다. 협상을 타결하는 것은 어려웠다. 캐나다는 계획 비용의 대부분을 부담하는 데 동의했지만, 그 대가로 항공 훈련이 캐나다의 주요 전쟁 노력이 될 것이라는 영국 측의 선언을 주장했다. 또 다른 난관은 RAF가 제1차 세계 대전처럼 캐나다 항공 훈련 졸업생을 제한 없이 흡수하여 RAF 전역에 배치할 것이라는 영국 측의 기대였다. 킹은 캐나다 공군 병사들이 RCAF 구성원으로서 고유한 제복과 어깨 견장을 착용해야 한다고 요구했다. 1939년 12월 17일, 네 국가는 항공 훈련 협정을 체결했는데, 이는 협상에서 영국 대표인 리버데일 경의 이름을 따서 종종 "리버데일 협정"이라고 불린다.
이 협정은 훈련이 RAF의 방식에 따라 진행되어야 한다고 명시했다. 초기 훈련 학교 3개, 초급 비행 훈련 학교 13개, 서비스 비행 훈련 학교 16개, 공중 관측 학교 10개, 폭격 및 사격 학교 10개, 공중 항법 학교 2개, 무선 통신 학교 4개가 설립될 예정이었다.
이 협정은 매년 필요한 기간 동안 약 50,000명의 항공 승무원을 훈련할 것을 요구했다. 영국에서 22,000명, 캐나다에서 13,000명, 오스트레일리아에서 11,000명, 뉴질랜드에서 3,300명의 항공 승무원이 훈련되었다. 협정에 따라 항공 승무원들은 고등 과정을 위해 캐나다로 여행하기 전에 본국에서 초급 훈련을 받았다. 훈련 비용은 네 정부가 분담하기로 했다.
협정 제15조는 자치령 공군 소속 졸업생이 RAF에서 근무할 경우 RAAF, RCAF, RNZAF와 관련된 신규 비행대에 배치되어야 한다고 규정했다. 이들 부대는 나중에 "제15조 비행대"로 알려지게 되었다. 제16조와 제17조는 영국 정부가 졸업생이 RAF 또는 제15조 부대에 배치되면 급여 및 수당에 대한 전적인 책임을 진다고 규정했다. 일부 전전/정규 RAAF 및 RCAF 비행대도 RAF 작전 통제하에 복무했으며, 뉴질랜드 및 로디지아 인원은 종종 이름에 "(NEW ZEALAND)" 및 "(RHODESIA)" 존칭이 붙은 RAF 비행대에 배정되었다. 그러나 실제로는 – 그리고 기술적으로 제15조를 위반하여 – 다른 영연방 국가 출신 인원 대부분은 RAF 작전 통제하에 있는 동안 영국 부대에 배정되었다.
1940년 4월 29일, 첫 번째 캐나다 훈련 과정이 토론토의 제1 초기 훈련 학교에서 166명의 신병과 함께 공식적으로 시작되었다. 이들 중 34명은 1940년 11월 5일에 조종사 자격을 취득하여 BCATP에서 교관 또는 조종사로 캐나다에 남았다. 영국으로 파견된 첫 번째 BCATP 졸업생은 1940년 10월 26일 RCAF 트렌턴에서 자격을 취득한 캐나다 항공 관측사 37명이었다. 집단으로 해외에 배치된 첫 번째 BCATP 훈련 조종사는 1940년 11월 22일 제2 비행 훈련 학교를 졸업한 RAAF 인원 37명이었다.

## 캐나다 작전

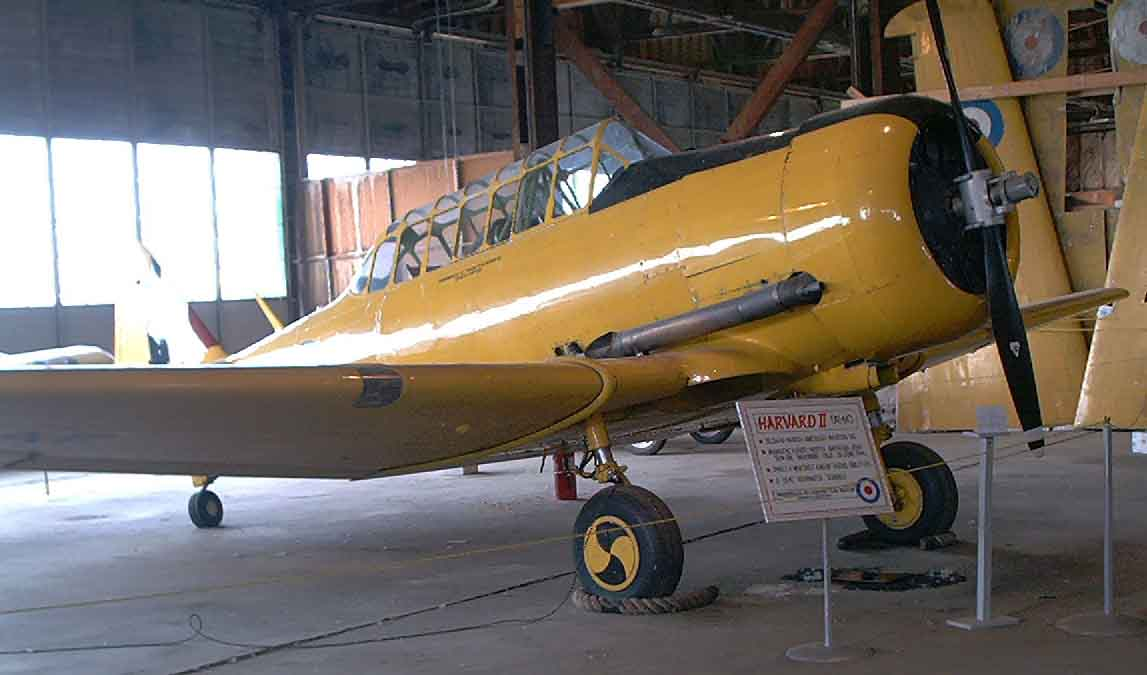
캐나다 왕립 공군 하버드는 1940년부터 수천 명의 영연방 항공 조종사들에게 훈련기로 사용되었다. 캐나다 매니토바주 브랜든에 있는 BCATP 박물관의 하버드 II.

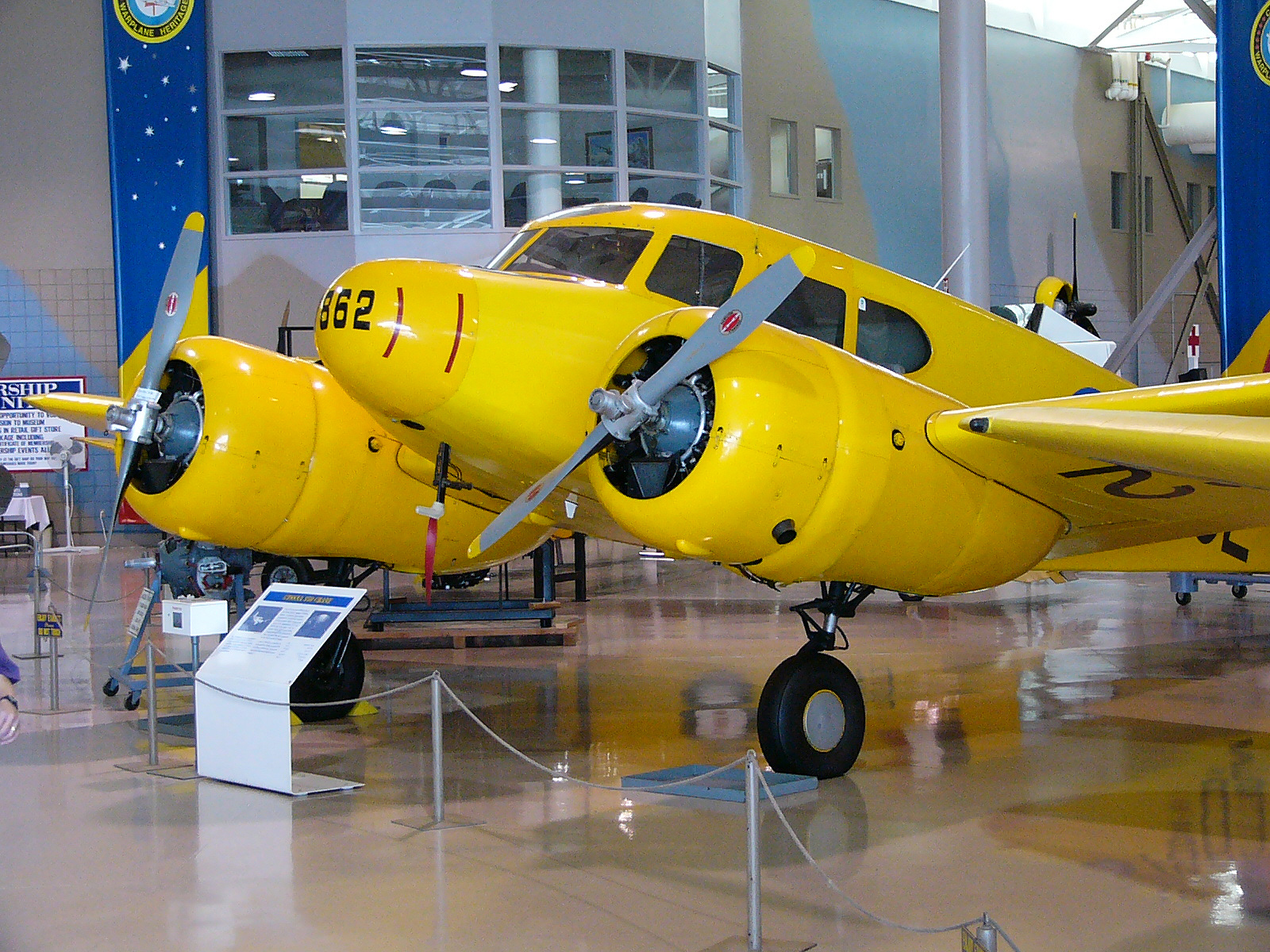
캐나다 항공기 유산 박물관에 전시된 BCATP에 사용된 캐나다 왕립 공군 세스나 크레인.

캐나다는 적절한 날씨, 광범위한 비행 및 항법 훈련에 이상적인 넓은 공간, 미국의 산업 중심지와 연료 공급원과의 근접성, 적기 위협의 부재, 그리고 유럽 전구와의 근접성 때문에 "계획"의 주요 장소로 선정되었다.
RCAF는 캐나다에서 이 계획을 운영했지만, RAF의 우려를 해소하기 위해 RAF 고위 사령관(당시 몰타의 RAF 비행대를 담당)이자 캐나다인인 로버트 레키가 훈련 책임자로 오타와에 파견되었다. 1940년부터 그는 BCATP 훈련을 지휘했다.
다양한 미국 및 영국 항공기 설계가 사용되었다. 조종사들은 영국 타이거 모스, 미국 보잉 스테어먼, 또는 캐나다에서 설계 및 제작된 플리트 핀치 복엽기의 캐나다 생산 모델로 초기 비행 훈련을 했을 수 있다.

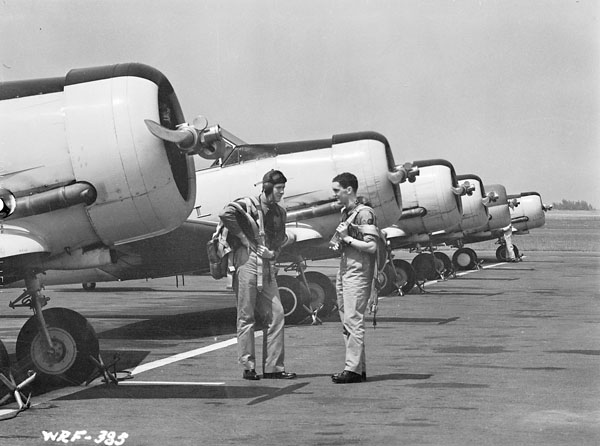
1941년 캐나다 업랜즈 공군 기지의 제2 비행 훈련 학교의 노스 아메리칸 하버드 II 항공기와 교관 및 학생.

1943년 말 활동이 절정에 달했을 때, BCATP는 캐나다 전역 231개 장소에 107개 학교와 184개 기타 지원 부대를 운영하는 100,000명 이상의 행정 인력으로 구성되었다.
기반 시설 개발에는 "약 8,300개의 건물 중 700개가 격납고 또는 격납고형 구조물이었다"는 건설이 포함되었다. 총 26백만 영국 갤런 (120,000 m3) 이상의 연료 저장 시설이 설치되었고, 300 마일 (480 km)의 상수도관과 유사한 길이의 하수도관이 매설되었으며, 여기에는 2,000,000 세제곱야드 (1,500,000 m3)의 굴착 작업이 수반되었다. 총 100개의 하수 처리 및 폐기 시설과 120개의 양수장이 건설되었고, 2,000 마일 (3,200 km) 이상의 주요 전력선과 535 마일 (861 km)의 지하 전기 케이블이 설치되어 총 80,700 마력 (60.2 MW) 이상의 연결된 전력 부하에 전력을 공급했다.
1944년 초, 공군부는 영연방 공군이 항공 승무원 과잉 상태가 되었기 때문에 계획 종료를 발표했다. 이 프로그램은 1945년 3월 31일에 종료되었고, 그때까지 49,808명의 조종사를 포함하여 131,553명의 훈련생이 졸업했다. 졸업생의 절반 이상(72,835명)이 캐나다인이었다. 졸업생 대부분은 RAF에서 복무했다.

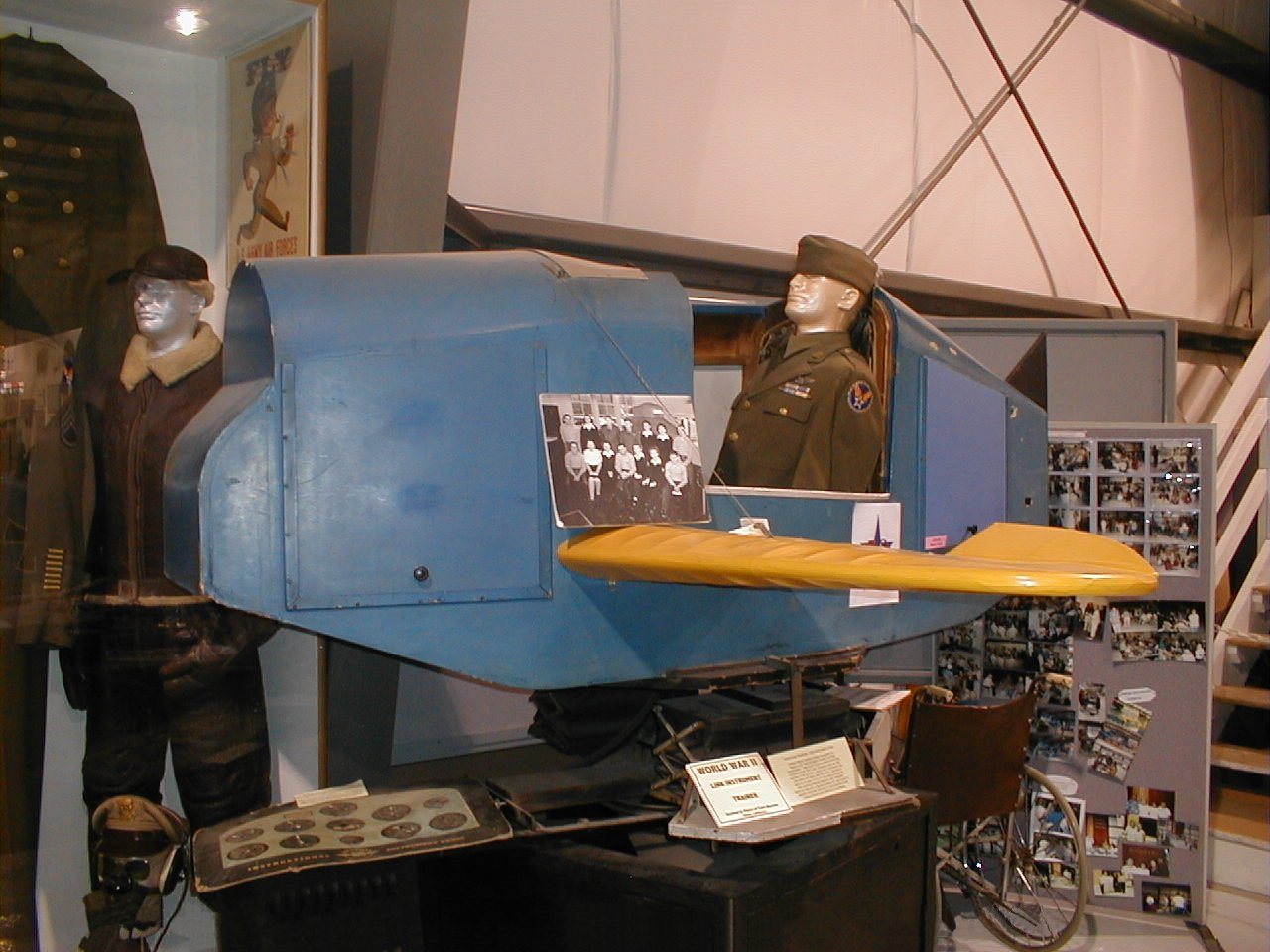
미국 링크트레이너 비행 시뮬레이션은 BCATP에서 주요 조종사 훈련 보조 장비로 사용되었다.

### 미국의 지원
1940년 중반까지 캐나다 비행 교관은 극도로 부족했고 RCAF는 이 역할을 맡을 미국 조종사를 모집하기 시작했다. 공군 원수 W.A. 비숍은 당시 아직 중립 상태였던 미국에서 비밀 모집 조직을 설립하는 데 중요한 역할을 했다. 또한 다른 미국인들은 RCAF 모집 센터에 등록하기 위해 국경을 넘기 시작했다. 1941년 봄, 루즈벨트 대통령은 미국인이 영국 연방에서 고용 및 자원 봉사를 수락할 수 있다고 밝혔다. 진주만 공격 이후, 미국에서의 RCAF 모집은 중단되었고 RCAF 소속 미국인 1,759명이 미군으로 전출되었다. 나중에 2,000명이 추가로 미군으로 전출되었고, 5,000명 정도는 RCAF에서 복무를 마쳤다.
미국의 지원에는 캐나다 정부가 미국에서 BCATP용 항공기, 항공기 엔진 및 기타 장비를 구매하고 충분한 미국 달러를 유지할 수 있도록 하는 재정적 지원도 포함되었다.

### 노르웨이 왕립 공군 훈련 프로그램의 호스트
1940년, 난민 노르웨이 공군 병사들은 토론토에 리틀 노르웨이라는 항공 승무원 훈련 학교를 설립했다. 이는 BCATP의 초급 비행 훈련 학교와 유사했다. 리틀 노르웨이 졸업생들은 BCATP 학교에서 고급 훈련을 받았다.

### 독립적인 영국 왕립 공군 훈련 부대의 호스트
1940년, RAF는 영국에서 캐나다로 항공 승무원 훈련 학교를 이전하기 시작했다. 이 학교들은 RCAF의 BCATP 작전과는 독립적으로 RAF가 운영했다. 캐나다에는 26개의 RAF 독립 항공 승무원 훈련 학교와 제31 RDF(무선 방향 탐지) 학교, 제31 인사 보급창이 설립되었다. 1942년 여름, 이들 RAF 부대는 계획의 재협상 및 재편성의 일환으로 BCATP에 편입되었다.

## 오스트레일리아의 역할
영국 연방 항공 훈련 계획은 오스트레일리아에서 제국 항공 훈련 계획으로 불린다.

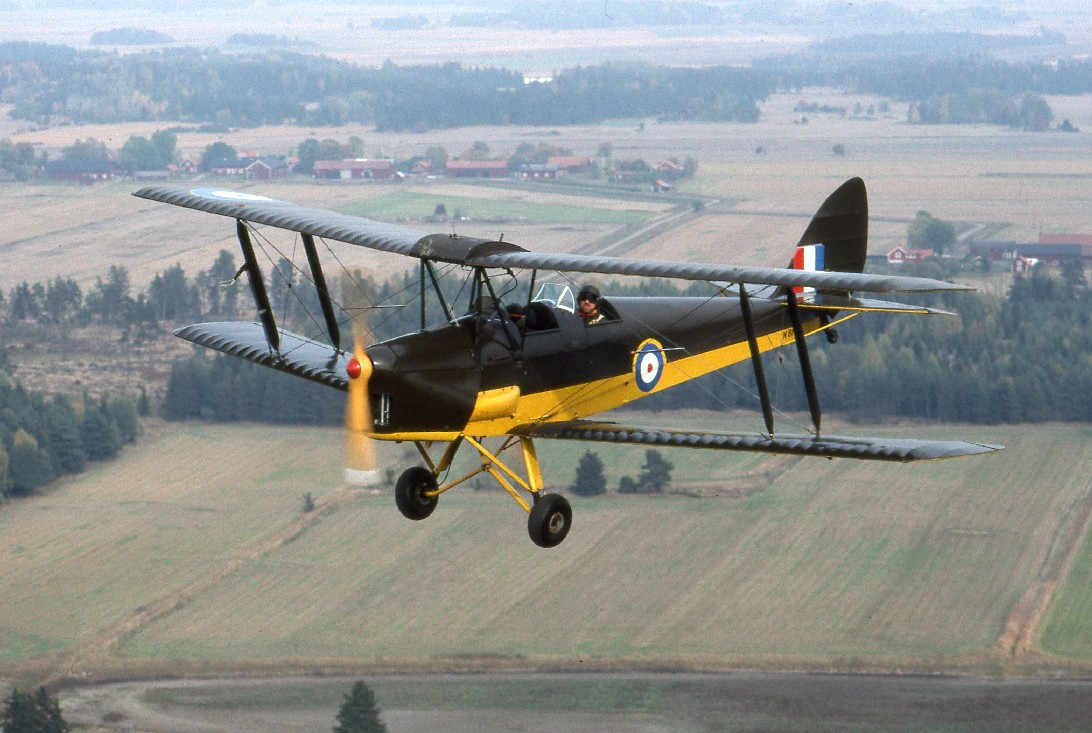
모든 영연방 훈련 부대에서 사용된 DH 82 타이거 모스는 위쪽 표면은 위장색, 아래쪽 표면은 노란색으로 영국 기반 항공기임을 나타낸다. 다른 BCATP 지역에서는 위장색을 사용하지 않았다.

전쟁 전, RAAF는 연간 약 50명의 조종사만 훈련시켰다. BCATP에 따라 오스트레일리아는 3년 동안 28,000명의 항공 승무원을 제공하기로 약속했으며, 이는 BCATP에서 훈련된 총 인원의 36%에 해당한다. 1945년까지 37,500명 이상의 오스트레일리아 항공 승무원이 오스트레일리아에서 훈련받았으며, 이들 중 대다수인 27,300명 이상은 오스트레일리아 내 학교를 졸업했다.
1940년 동안, 왕립 오스트레일리아 공군(RAAF) 학교는 초기 훈련, 초급 비행 훈련, 서비스 비행 훈련, 공중 항법, 공중 관측, 폭격 및 사격, 무선 공중 사격 분야에서 EATS를 지원하기 위해 오스트레일리아 전역에 설립되었다. 첫 비행 과정은 1940년 4월 29일에 시작되었다. 키스 치숌(나중에 에이스 전투조종사가 되어 유럽과 태평양에서 제452 비행대대 RAAF에서 복무했다)은 EATS 하에서 훈련받은 최초의 오스트레일리아인이었다.
한동안 대부분의 RAAF 항공 승무원은 캐나다에서 고급 훈련을 받았다. 그러나 1940년 중반에 일부 RAAF 훈련생은 남로디지아에 있는 RAF 시설에서 고급 훈련을 받기 시작했다.
1940년 11월 14일, 캐나다에서 고급 훈련을 졸업한 첫 번째 파견대가 영국으로 떠났다.
1941년 12월 태평양 전쟁이 발발한 후, 대부분의 RAAF 항공 승무원은 오스트레일리아에서 훈련을 마쳤고 남서태평양 전구의 RAAF 부대에서 복무했다. 또한, 점점 더 많은 오스트레일리아 인원이 유럽과 지중해에서 동남아시아 전구의 RAF 비행대로 전출되었다. 일부 제15조 비행대도 태평양 전쟁에 참전한 RAAF 또는 RAF 부대로 전출되었다. 그럼에도 불구하고 상당수의 RAAF 인원은 유럽에 남아 있었고 RAAF 제15조 비행대는 그곳에서 계속 편성되었다.
1944년 초, 유럽으로의 RAAF 교체 인력의 유입이 수요를 초과하기 시작했고, 영국 정부의 요청에 따라 크게 축소되었다. 오스트레일리아의 참여는 1944년 10월에 사실상 종료되었다.

## 뉴질랜드의 역할
전쟁 중 RNZAF는 유럽, 중동, 극동의 RAF에서 복무할 2,743명의 완전 훈련된 조종사를 파견했다. 뉴질랜드에서 훈련을 마친 다른 1,521명의 조종사는 국내에 남아 교관, 조종사 또는 전쟁 후반에 편성된 작전 비행대에서 근무했다. 1940년, 영국 연방 항공 훈련 계획이 완전히 개발되기 전에 뉴질랜드는 RAF를 위해 183명의 관측사와 395명의 공중 사수를 훈련시켰다. 1943년부터는 무선 통신병/공중 사수 및 항법사 훈련이 태평양 작전을 위해 뉴질랜드에서 계속되었다. 또한, 약 2,910명의 조종사가 초급 수준으로 훈련되어 캐나다로 보내져 훈련을 계속했다. 2,700명 이상의 무선 통신병/공중 사수, 1,800명의 항법사, 500명의 폭격수가 초기 훈련 비행단을 거쳐 캐나다로 향했다. 캐나다에서 영국 연방 항공 훈련 계획에 따라 졸업한 131,000명의 훈련생 중 뉴질랜드인이 5.3%를 차지했다.

## 유산

### 캐나다

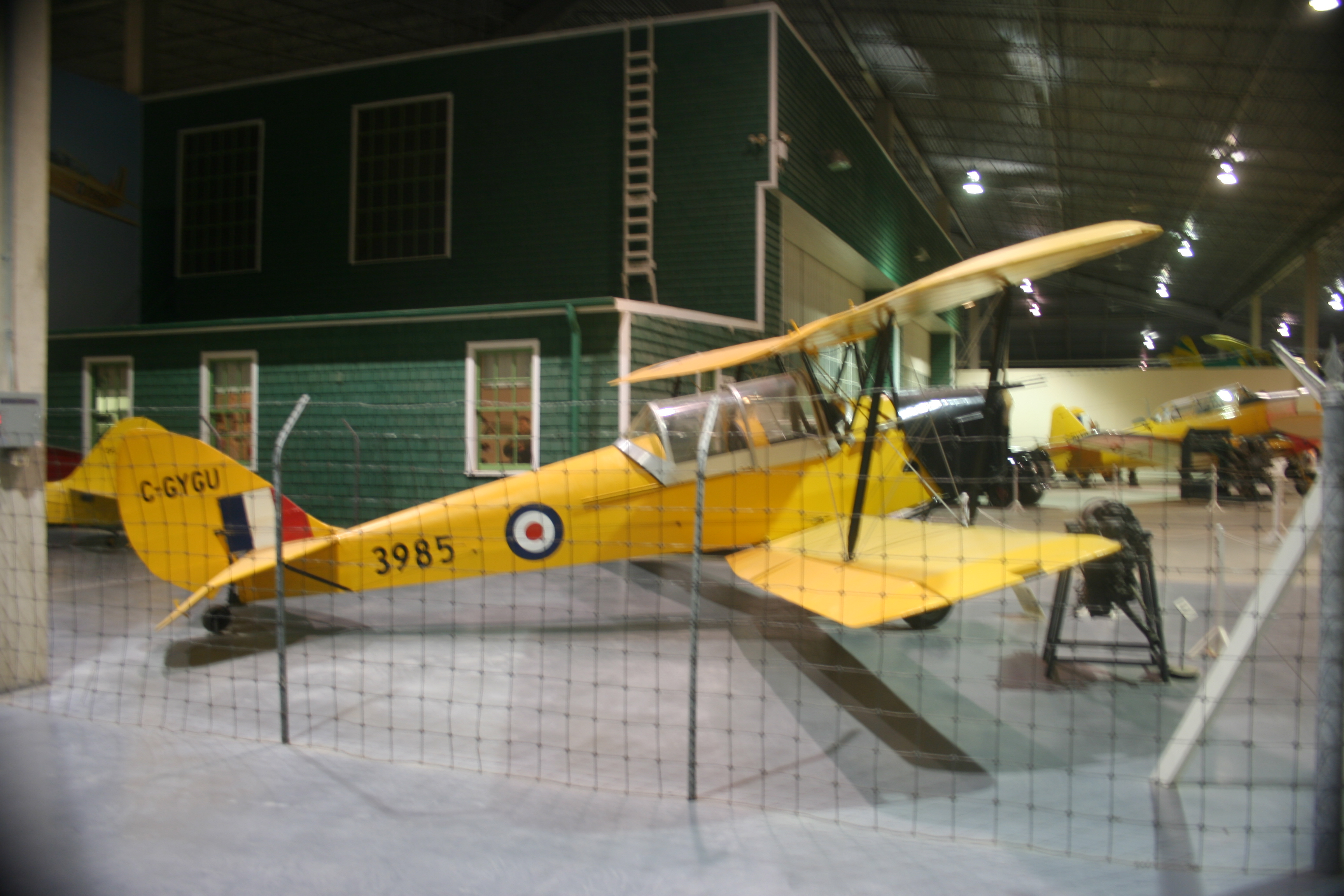
캐나다 서스캐처원주 무스 조의 서부 개발 박물관에 있는 BCATP 기지 재현.

영국 연방 항공 훈련 계획의 성공은 제2차 세계 대전 중 영연방이 여전히 정치적, 군사적 중요성을 가지고 있음을 보여주었다. 이 계획은 캐나다의 초기 전쟁 노력에 대한 주요 기여였고 중요하고 통일적인 국가적 성과였다. 캐나다는 주요 항공 훈련 센터 중 하나가 되었고 연합군을 위해 130,000명 이상의 훈련된 항공 승무원을 훈련시켰다. 캐나다 정부는 이 계획 비용 22억 5천만 달러 중 약 20억 달러를 지불했는데, 여기에는 영국의 부담액 4억 2천 5백만 달러가 포함된다.
계획 3주년 기념일에 루즈벨트 대통령은 BCATP가 캐나다를 "민주주의의 비행장"으로 변화시켰다고 열광적으로 말했다. 이는 그가 이전에 미국을 "민주주의의 병기창"이라고 묘사했던 것에 대한 패러디였다.

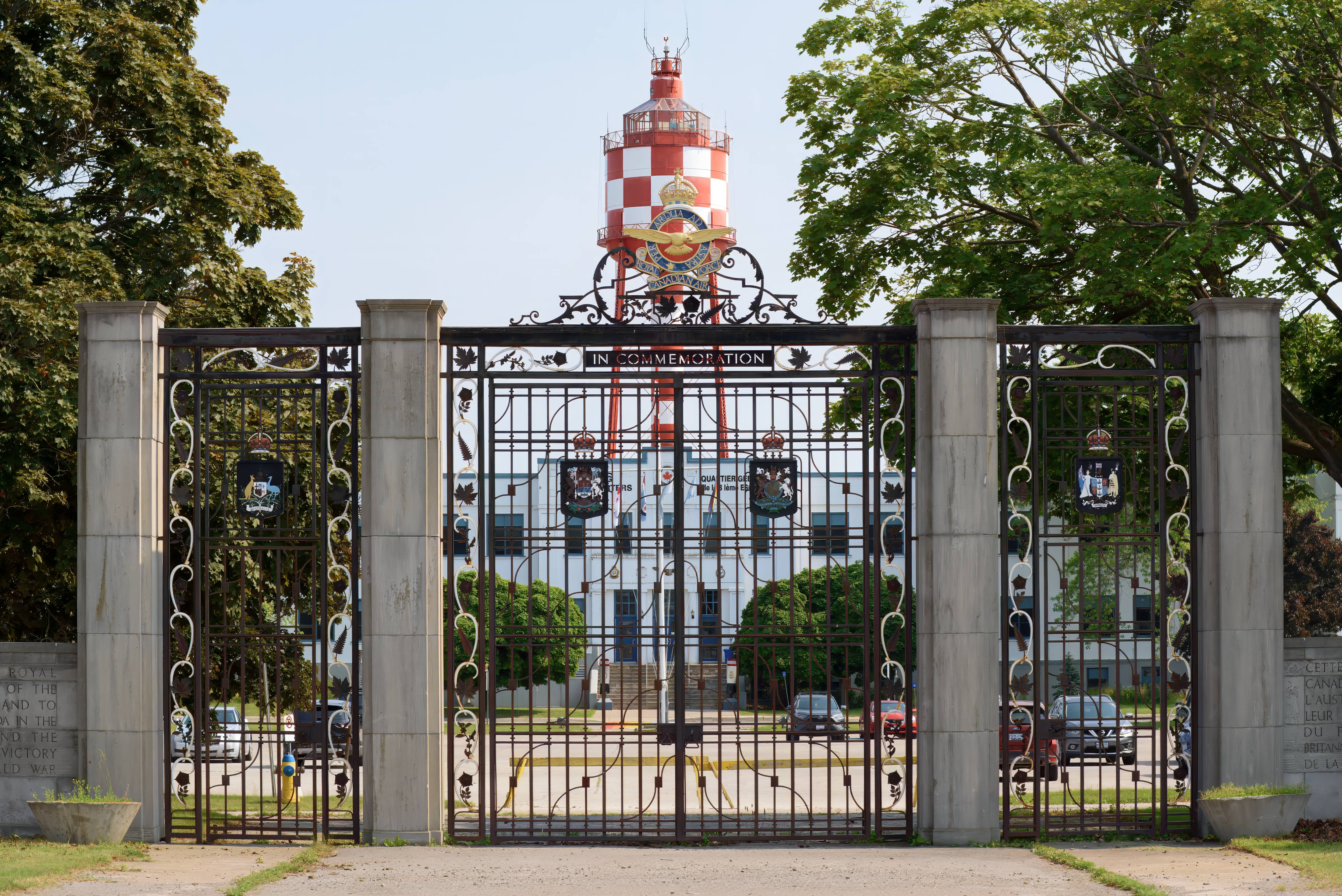
캐나다군 기지 트렌턴의 기념문

1949년, 오스트레일리아, 뉴질랜드, 영국은 캐나다군 기지 트렌턴의 사열장 입구에 기념 철제 문을 선물했다. 이 문은 성공적인 전시 파트너십과 네 국가 간의 영원한 우정을 기념한다.
이 계획은 현대적인 공군과 강력한 캐나다 전후 항공 경제 부문을 탄생시켰고, 전국에 새롭거나 개선된 공항을 남겼다. 전형적인 BCATP 공항은 각각 일반적으로 길이 760m(2,500피트)의 활주로 3개로 구성되어 있었는데, 삼각형으로 배열되어 항공기가 항상 바람을 (어느 정도) 향해 착륙할 수 있도록 했다. 이는 대부분의 경량 훈련기(예: 노스아메리칸 하버드)가 꼬리바퀴형이었던 시기에 특히 중요했는데, 이는 강한 횡풍에서 착륙하기 어렵기 때문이다.

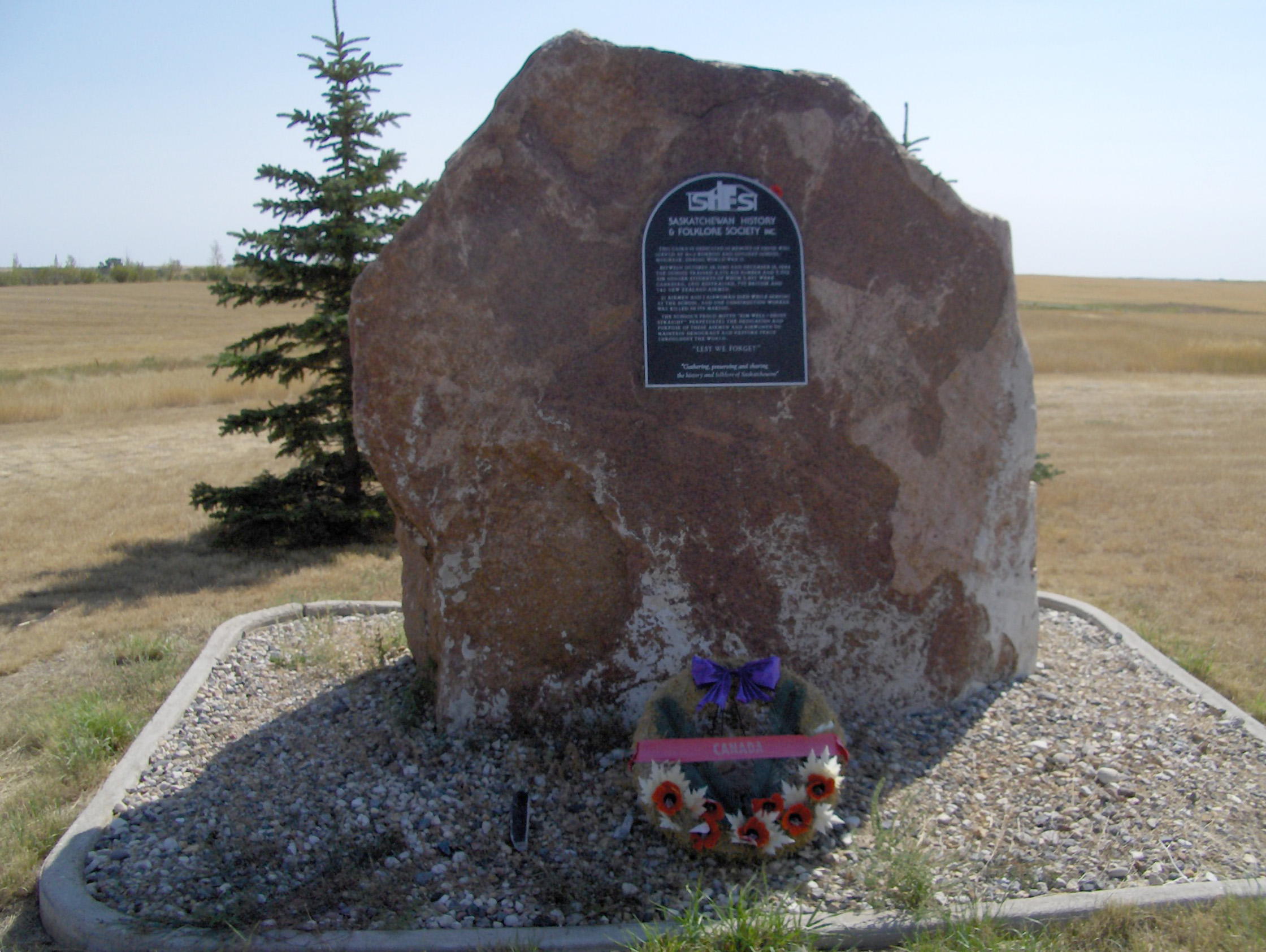
옛 모스뱅크 공군 기지 부지에 있는 기념 돌무지

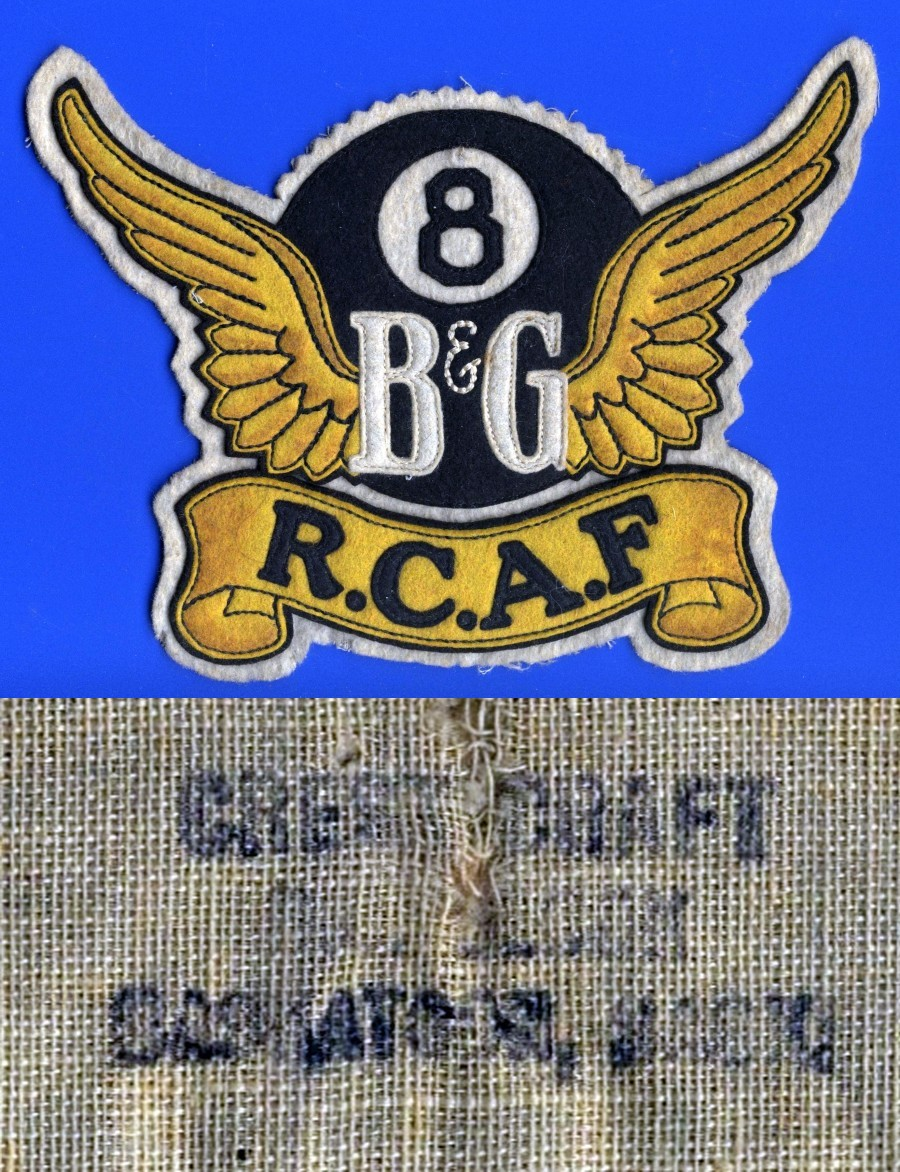
앨버타주 레스브리지에 위치한 #8 B&G(폭격 및 사격) 학교의 RCAF 제2차 세계 대전 재킷 패치. 크레스트 크래프트 D.C. 블록의 뒷면 스탬프는 1940년대 초반으로 거슬러 올라간다.

이러한 삼각형 활주로 윤곽은 클레어숄름 산업 공항에 완벽하게 보존되어 있지만, 킹스턴/노먼 로저스 공항, 바운더리 베이 공항, 브랜트포드 공항과 같은 다른 구 BCATP 공항의 전후 활주로 확장 아래에서도 쉽게 볼 수 있다. 많은 BCATP 공항은 2024년에도 여전히 사용되고 있다.
BCATP는 대공황에서 여전히 회복 중이던 서부 주들에게 경제적 활력을 불어넣었다. BCATP 감독 위원회의 최종 보고서에 따르면 "RAF, RAAF, RNZAF 및 RAF 할당량에 따른 연합국 국적자 중 3,750명 이상이 캐나다 여성과 결혼했으며", 이들 중 다수는 캐나다에 남아 가정을 이루었다.
1959년, 엘리자베스 2세 여왕은 "캐나다, 서인도 제도, 미국에서 영연방 공군으로 복무하거나 훈련 중에 목숨을 잃고 무덤을 알 수 없는 약 800명의 남녀를 이름으로 기리기 위해" 세워진 기념물인 오타와 기념비를 공개했다.
다양한 항공기, 운송 및 훈련 관련 물품은 매니토바주 브랜든에 위치한 영연방 항공 훈련 계획 박물관에서 볼 수 있다. 이 박물관은 영국 연방 항공 훈련 계획의 역사를 보존하는 데 헌신하는 비영리 자원 봉사자들이 설립하고 운영한다. 이 박물관은 훈련하고 복무한 항공기 승무원들, 특히 1939년부터 1945년까지 공중전에서 조국을 위해 사망한 이들을 위한 독특한 기념물 역할을 한다. 이곳은 전 세계에서 유일하게 이 목표에 전념하는 박물관으로, 많은 훈련이 이루어진 매니토바에 위치해 있다. 소장품에는 박물관의 비행 가능한 오스터, 하버드, 코넬, 스틴슨 HW-75를 포함하여 14대의 항공기가 전시되어 있다.
BCATP 관련 항공기 및 관련 물품은 캐나다 하버드 항공기 협회, 캐나다 항공기 유산 박물관, 레이놀즈-앨버타 박물관, 캐나다 국립 공군 박물관을 포함한 캐나다 전역의 여러 다른 박물관에 보존되어 있다.
영국 연방 항공 훈련 계획은 전후 캐나다의 국제 항공 훈련 계획의 선구자였으며, 이들 중 다수는 다른 NATO 국가의 인원을 포함했다. 여기에는 10개국에서 4,600명의 조종사와 항법사를 배출한 NATO 항공 훈련 계획(1950년~1957년)이 포함된다. 이후 개별 NATO 국가들과의 양자 협정(1959년~1983년), 1964년부터 개발도상국의 항공 승무원을 훈련시킨 군사 훈련 지원 계획, 그리고 캐나다군, 봄바디어 항공 우주 회사 및 참여 공군 간의 파트너십인 1998년부터의 캐나다 NATO 비행 훈련(NFTC)이 있다. 2005년, 캐나다 국방부는 캐나다군 및 국제 동맹국에 비행 훈련 및 지원 서비스를 제공하기 위해 브리티시 컬럼비아주 킬로나의 킬로나 플라이트크래프트(Kelowna Flightcraft Ltd.)가 이끄는 연합군 항공 팀에 22년, 17억 7천만 달러 규모의 계약을 수여했다. 이 서비스는 매니토바주 사우스포트 항공 우주 센터 근처의 캐나다 윙스 항공 훈련 센터에서 제공된다.
영국 연방 항공 훈련 계획은 1983년 11월 18일에 국가사적 사건으로 지정되었다.

### 오스트레일리아
"계획"은 오스트레일리아에 약 1억 파운드의 비용이 들었다. 제국 항공 훈련 계획 외에도 전시 수요는 국내 요구 사항에 대한 훈련으로 이어졌다. RAAF는 전쟁 중과 전후에 국가에 큰 도움이 된 공중 훈련 및 지상 훈련 학교, 비행장 및 전문 학교를 건설했다. 모든 서비스 비행 훈련 학교는 우란퀸티를 제외하고 해체되었다. 우란퀸티 기지는 자격이 있는 조종사들을 위한 재교육 과정을 계속 제공했으며, 1940년대 후반에는 잠시 이주민 센터가 되기도 했지만, 1951년부터 1959년까지 제1 기초 비행 훈련 학교로 재개장한 후 최종적으로 폐쇄되었다. 발라라트의 무선 통신병/공중 사수 학교는 1961년까지 RAAF 무선 학교로 남아 있었다.
1999년 9월 19일 우란퀸티에서 제국 항공 훈련 계획 내 제5 서비스 비행 훈련 학교 RAAF를 위한 기념비가 헌정되었다.
뉴사우스웨일스주 에번스 헤드, 웨스턴오스트레일리아주 컨더딘, 빅토리아주 포인트 쿡, 빅토리아주 에센든, 빅토리아주 라베르톤의 EATS 조종사 훈련 학교는 주 또는 국가 유산 목록에 올라 있다. 퀸즐랜드주 매리버러와 빅토리아주 발라라트의 무선 통신병/공중 사수 학교는 현재 주 유산 목록에 권고되고 있다.

## 같이 보기
- 제15조 비행대
- 영국 비행 훈련 학교 프로그램
- 버뮤다 비행 학교
- 미국의 민간 조종사 훈련 프로그램
- 영국 연방 항공 훈련 계획 남아프리카 공화국 시설 목록
- 영국 연방 항공 훈련 계획 남로디지아 시설 목록
- Category:영국 연방 항공 훈련 계획의 공항

### 내용주
1. ↑  제2차 세계 대전 당시, 대영 제국 내에서 태어난 모든 사람들은 영국 신민으로서 동일한 시민권을 공유했다. 대부분의 자치령과 기타 영토는 전쟁 이후까지 자체적인 시민권을 부여하지 않았는데, 캐나다의 경우 1946년, 오스트레일리아의 경우 1948년, 뉴질랜드의 경우 1949년에 부여했다.
2. ↑  더글러스는 오타와 협상에 대해 pp. 208-219에서 자세히 논의한다.
3. ↑  제임스 캐그니 주연의 1942년 워너 브라더스 전쟁 영화인 구름의 캡틴들은 캐나다에서 완전히 촬영된 최초의 할리우드 장편 영화로, 캐나다와 미국 모두에게 효과적인 선전 도구였으며 징병에도 일조했다.[16] 영화 제목은 영화에서 자신을 연기한 제1차 세계 대전 에이스 전투조종사인 공군 원수 W.A.(빌리) 비숍이 BCATP 윙즈 퍼레이드에서 말한 문구에서 따왔다.[17]
4. ↑  캐나다의 경우, 절정기(1944년)에 두 공군 중 더 컸지만, RAAF는 전쟁 말에 RCAF를 추월하여 세계에서 네 번째로 큰 공군이 되었다.[23]

### 인용
1. 1 2 3 4  Hayter, Steven. "History of the Creation of the British Commonwealth Air Training Plan." 보관됨 29 10월 2010 - 웨이백 머신 British Commonwealth Air Training Plan Museum, Retrieved: 18 October 2010.
2. ↑  Dunmore 1994, pp. 45, 345.
3. ↑  “British Commonwealth Air Training Plan”. 《Juno Beach Centre》. 2014년 3월 31일.
4. ↑  Barris 2005, p. 316.
5. 1 2 3 4  Hallowell 2004, p. 88.
6. ↑  “Premier King's Speech On Air-Training Pact”. Globe and Mail. 1939년 12월 18일.
7. ↑  Hatch 1983, p. 15.
8. ↑  Hatch 1983, p. 22.
9. ↑  Smith 1941, p. 5.
10. ↑  Hatch 1983, p. 18.
11. ↑  Smith 1941, pp. 7–9.
12. 1 2  Bryce 2005, pp. 47–51.
13. ↑  Clark, Chris. "The Empire Air Training Scheme" (conference presentation). 보관됨 10 3월 2008 - 웨이백 머신 Australian War Memorial 2003 History Conference: Air War Europe (Canberra)  via Australian War Memorial. Retrieved: 13 November 2010.
14. ↑  Hatch 1983, p.47, pp.54-56.
15. ↑  Hatch 1983, p. 39.
16. ↑  Barris 2005, p. 164.
17. ↑  Dunmore 1994, p. 269.
18. 1 2  Hayter, Stephen (2007년 2월 16일). “A Short History of the British Commonwealth Air Training Plan and the Museum”. 영연방 항공 훈련 계획 박물관. 2012년 8월 29일에 원본 문서에서 보존된 문서. 2010년 4월 12일에 확인함 – virtualmuseum.ca 경유.
19. ↑  Hatch 1983 pp. 88-92.
20. ↑  Hatch 1983, pp. 84-85.
21. ↑  Hatch 1983, pp. 189-191.
22. ↑  Hatch 1983, pp. 63-69.
23. ↑  "World's Fourth Largest Air Force?" Pathfinder: Air Power Development Centre Bulletin (RAAF), Issue 119, September 2009, p. 2. (Reprinted in the Canadian Air Force Journal, Winter 2010.)
24. ↑  "Biographical cuttings on Keith Bruce Chisholm, first Australian airman trained under the Empire Air Training Scheme." NLA Catalogue. Retrieved: 12 September 2009.
25. ↑  Hallowell 2004, p. 89.
26. ↑  Greenhous 1981, p. 1.
27. ↑  CFB Trenton Celebrates Historic Moments In Flight Retrieved 1 March 2014
28. ↑  Greenhous 1981, p. 10.
29. 1 2  "NFTC: Military Flying Training in Canada." 보관됨 9 2월 2006 - 웨이백 머신 nftc.net, 2010. Retrieved: 25 November 2010.
30. ↑  Payne 2006, p. 189.
31. ↑  Babin, Captain Mike and Captain Rick Flaherty. "New Wings For Canadian Forces Pilot Training At Southport." 보관됨 6 7월 2011 - 웨이백 머신 Voxair, 2009. Retrieved: 25 November 2010.
32. ↑  British Commonwealth Air Training Plan National Historic Event – Parks Canada Retrieved 13 September 2015
33. ↑  F.K. Crowley, ed., Modern Australia in Documents: 1939–1970 (1973) 2: 12–14

### 참고 자료
- Barris, Ted (2005). Behind The Glory: The Plan that Won the Allied Air War. Markham, Ontario: Thomas Allen & Son Publishers. ISBN 0-88762-212-7.

- Brown, Russell (2000). Desert Warriors: Australian P-40 Pilots at War in the Middle East and North Africa, 1941–1943. Maryborough Qld, Australia: Banner Books. ISBN 978-1-875593-22-4.
- Bryce, Robert Broughton (2005), edited by Matthew J. Bellamy. Canada and the Cost of World War II: The International Operations of Canada's Department of Finance 1939–1947. Montreal: McGill-Queen's University Press. ISBN 978-0-7735-2938-0.
- Collins, Robert (1986). The Long and the Short and the Tall: An Ordinary Airman's War. Saskatoon: Western Producer Prairie Books. ISBN 0-88833-187-8.
- Conrad, Peter C. (1989). Training for Victory: The British Commonwealth Air Training Plan in the West. Saskatoon: Western Producer Prairie Books. ISBN 0-88833-302-1.
- Douglas, W. A. B. (1986). The Creation of a National Air Force: The Official History of the Royal Canadian Air Force vol. II. Toronto: University of Toronto Press. ISBN 0-8020-2584-6.
- Dunmore, Spencer (1994). Wings For Victory. Toronto: McClelland and Stewart. ISBN 0-7710-2927-6.
- Greenhous, Brereton (1981). "The Impact of the British Commonwealth Air Training Plan on Western Canada: Some Saskatchewan Case Studies." Journal of Canadian Studies/Revue d'études canadiennes, 16:3/4, Autumn/automne/Winter/hiver.
- Hallowell, Gerald, ed. (2004). The Oxford Companion to Canadian History. Oxford, UK: Oxford University Press. ISBN 978-0-19-541559-9.
- Hatch, F.J. (1983). Aerodrome of Democracy: Canada and the British Commonwealth Air Training Plan 1939–1945. Ottawa: Canadian Department of National Defence. ISBN 0-660-11443-7.
- Long, Gavin (1973). The Six Years' War: A Concise History of Australia in the 1939–45 War. Canberra: Australian War Memorial. ISBN 0-642-99375-0.
- McCarthy, John (1988). A Last Call of Empire: Australian Aircrew, Britain and the Empire Air Training Scheme. Canberra: Australian War Memorial. ISBN 0-642-99503-6.
- Payne, Stephen, ed. (2006). Canadian Wings: A Remarkable Century of Flight. Vancouver: Douglas & McIntyre. ISBN 1-55365-167-7.
- Smith. I. Norman (1941). The British Commonwealth Air Training Plan. Toronto: Macmillan Company of Canada Limited.